# Forgotten Realms: Demon Stone
Forgotten Realms: Demon Stone ist ein 2004 veröffentlichtes Action-Rollenspiel für Windows, PlayStation 2 und Xbox. Es basiert auf der Lizenz des Rollenspiel-Regelwerks Dungeons & Dragons und wurde vom US-amerikanischen Entwicklerstudio Stormfront Studios für Atari SA entwickelt. Die Handlung des Spiels wurde von Schriftsteller R. A. Salvatore konzipiert.

## Handlung
Am Rande einer Schlacht zwischen zwei Orkarmeen treffen der Barbarenkämpfer Rannek, der Hexenmeister Ilius und die Schurkin Zhai aufeinander. Auf der Flucht vor einem Drachen flüchten sie in eine alte Mine und befreien dabei versehentlich die in einem sogenannten Dämonenstein gefangenen Warlords Cireka und Ygorl. Diese überziehen die Region umgehend mit Krieg. Von Illius' Mentor Khelben Schwarzstab erfahren die drei Abenteurer, dass die beiden nur mit einem weiteren Dämonenstein wieder festgesetzt werden können. Diesen müssen sie jedoch zuerst aus der Verwahrung der schlangenartigen Yuan-Ti befreien. Anschließend begeben sie sich auf die Verfolgung der beiden Kriegstreiber. Es gelingt ihnen, die beiden nacheinander zu stellen. In der finalen Konfrontation besiegen die drei Helden schließlich Ygorl und bringen somit den erhofften Frieden.
Das Spiel greift mehrfach bekannte Figuren aus dem D&D-Kanon auf. So wurde die Figur des Slaad-Lords Ygorl erstmals im Regelwerksband Fiend Folio 1st edition von 1981 erwähnt. Bei den Figuren Thibbledorf Pwent und Drizzt Do’Urden handelt es sich um Figuren aus R. A. Salvatores Romanreihe Forgotten Realms: Die Vergessenen Welten. Auch Khelben Arunsun wird mehrfach in Regelwerksbänden und Romanen zitiert.

## Charaktere
| Charakter                     | Englischer Sprecher   | Deutscher Sprecher | Rolle                                                     |
| ----------------------------- | --------------------- | ------------------ | --------------------------------------------------------- |
| Illius                        | Christopher Nissley   |                    | Spielercharakter, männlich, Mensch, Hexenmeister          |
| Rannek                        | Dan Riordan           |                    | Spielercharakter, männlich, Mensch, Kämpfer               |
| Zhai                          | Vanessa Marshall      |                    | Spielercharakter, weiblich, Drow-Waldelf, Schurkin        |
| Cireka                        | B. J. Ward            |                    | Antagonist, Githyanki-Generalin                           |
| Drizzt Do’Urden               | Robin Atkin Downes    |                    | Bekannter Abenteurer, Dunkelelf                           |
| Khelben „Schwarzstab“ Arunsun | Patrick Stewart       |                    | Bekannter Magier                                          |
| Thibbledorf Pwent             | John DiMaggio         |                    | Anführer der zwergischen Eliteeinheit der Schlachtenwüter |
| Ygorl                         | Michael Clarke Duncan |                    | Antagonist, Slaad-Lord                                    |

## Spielprinzip
Forgotten Realms: Demon Stone entspricht spielerisch großteils dem ebenfalls von Stormfront entwickelten Der Herr der Ringe: Die zwei Türme. Der Spieler steuert die vorgegebene, dreiköpfige Heldengruppe. Im ersten Spiellevel wird das Aufeinandertreffen der Charaktere thematisiert und der Spieler steuert in den drei Abschnitten des Levels jeweils einen der Charaktere. Ab dem zweiten Spiellevel reisen alle drei Figuren gemeinsam und der Spieler kann jederzeit zwischen den Helden wechseln, je nach bevorzugtem Spielstil und um so die unterschiedlichen Stärken der Charaktere nutzen zu können. Die beiden anderen Spielfiguren werden solange vom Programm gesteuert. Das Spielprinzip basiert hauptsächlich auf actionreich inszenierten Kampfsequenzen. Daneben gibt es gelegentliche Abschnitte, in denen die Schleichfähigkeiten der Schurkin Zhai notwendig sind, an anderen Stellen müssen mit den Spezialwaffen von Illius und Rannek blockierte Passagen geöffnet werden. Durch Tötung von Gegnern lädt sich für jeden Helden einzeln ein sogenannter Heldenmeter auf. Sobald er gefüllt ist, steht ihm eine wirkungsvolle Spezialattacke zur Verfügung. Ist er bei allen drei Helden aufgefüllt, kann eine besonders kraftvolle Teamattacke ausgeführt. Gefallene Gegner hinterlassen manchmal Heiltränke, mit denen Gesundheit der Spielfiguren wiederhergestellt werden kann. Daneben können in Fässern und in teils verborgenen Truhen Gold gefunden werden. Am Ende jedes Levels können mittels eines Textbildschirms im Tausch gegen Erfahrungspunkte und Gold die Fähigkeiten verbessert und Ausrüstungsgegenstände erworben werden.

## Entwicklung
Demon Stone nutzt dieselbe technische Grundlage wie Der Herr der Ringe: Die zwei Türme. Für das Handlungskonzept konnte der Autor R. A. Salvatore gewonnen werden, der mit seinen D&D-Romanen um den Dunkelelfen Drizzt Do’Urden große Bekanntheit erlangte.
Am 30. August 2004 gab Atari die Fertigstellung der Entwicklungsarbeiten bekannt.

## Rezeption
Forgotten Realms: Demon Stone erhielt mehrheitlich positive, wenngleich zurückhaltende Bewertungen (GameRankings: 68,36 % (PC) / 73,00 % (PS2) / 72,49 % (Xbox), Metacritic: 69 von 100 (PC) / 71 (PS2) / 72 (Xbox)).
Nominierungen:

- British Academy Video Games Awards 2004: nominiert in den Kategorien „Audio“ und „Original Music“.[10]
- Academy of Interactive Arts & Sciences: Interactive Achievement Awards 2005, nominiert in den Kategorien „Outstanding Achievement in Character or Story Development“, „Outstanding Achievement in Visual Engineering“ und „Outstanding Character Performance“.[11]

Storyautor R. A. Salvatore griff die Figur des Rannek in seinem Buch Die zwei Schwerter und Zhai im Roman Der Hexenkönig ein weiteres Mal auf.